# Marathon van Amsterdam 2011
De marathon van Amsterdam 2011 vond plaats op zondag 16 oktober 2011 in Amsterdam. Het was de 36e editie van deze marathon.
Bij de mannen was de Keniaanse overmacht overweldigend: de eerste acht finishers kwamen uit Kenia, van wie Wilson Chebet in 2:05.53 met de eer ging strijken, slechts negen seconden boven het parcoursrecord van het jaar ervoor.
Bij de vrouwen trokken de Ethiopische deelneemsters aan het langste eind, van wie Tiki Gelana won in de parcoursrecordtijd van 2:22.08. De Nederlandse Lornah Kiplagat werd hier een goede derde en kwalificeerde zich met haar 2:25.52 bovendien voor de Olympische Spelen van 2012.
De wedstrijd deed ook dienst als Nederlands kampioenschap marathon. De titels werden gewonnen door Michel Butter (2:12.59) bij de mannen en Lornah Kiplagat (2:25.52) bij de vrouwen.

## Uitslagen

### Mannen
| rang   | naam                    | land | tijd    |
| ------ | ----------------------- | ---- | ------- |
| Goud   | Wilson Chebet           | KEN  | 2:05.53 |
| Zilver | Laban Korir             | KEN  | 2:06.05 |
| Brons  | Eric Ndiema             | KEN  | 2:06.07 |
| 4      | Nicolas Manza           | KEN  | 2:06.34 |
| 5      | Elijah Keitany          | KEN  | 2:06.53 |
| 6      | Paul Biwott             | KEN  | 2:06.54 |
| 7      | John Kiprotich          | KEN  | 2:07.08 |
| 8      | Samuel Tsegay           | ERI  | 2:07.28 |
| 9      | Joseph Biwott           | KEN  | 2:09.40 |
| 10     | Evans Kiplagat Barkowet | KEN  | 2:10.42 |
| 11     | Michael Shelley         | AUS  | 2:11.23 |
| 12     | Abdelhadi El Hachimi    | MAR  | 2:11.30 |
| 13     | Tesfaldet Berhane       | ERI  | 2:12.22 |
| 14     | Daniel Chepyegon        | UGA  | 2:12.37 |
| 15     | Michel Butter           | NED  | 2:12.59 |
| 16     | Luis Feiteira           | POR  | 2:13.12 |
| 17     | Paulo Roberto Paulo     | BRA  | 2:13.15 |
| 18     | Mark Kenneally          | IRL  | 2:13.55 |
| 19     | Patrick Stitzinger      | NED  | 2:15.20 |
| 20     | Alberto Chaíça          | POR  | 2:15.22 |
| 21     | Phil Wicks              | GBR  | 2:15.38 |
| 22     | Manuel Hurtado          | ESP  | 2:16.02 |
| 23     | Olfert Molenhuis        | NED  | 2:16.20 |
| 24     | Habtamu Fikadu          | ETH  | 2:16.47 |
| 25     | Clinton Perret          | AUS  | 2:17.28 |

### NK marathon mannen
| rang   | naam               | tijd    | opm    |
| ------ | ------------------ | ------- | ------ |
| Goud   | Michel Butter      | 2:12.59 |        |
| Zilver | Patrick Stitzinger | 2:15.20 |        |
| Brons  | Olfert Molenhuis   | 2:16.27 |        |
| 4      | Ronald Schröer     | 2:20.55 |        |
| 5      | Jelte Brontsema    | 2:20.58 |        |
| 6      | Alex van der Meer  | 2:22.14 |        |
| 7      | Pip Tesselaar      | 2:22.53 | 1e M40 |
| 8      | Noel Keijsers      | 2:23.02 | 1e M35 |
| 9      | Roger Smeets       | 2:23.31 | 2e M35 |
| 10     | Oskar de Kuijer    | 2:23.35 | 2e M40 |

### Vrouwen
| rang   | naam               | land | tijd    | opmerkingen |
| ------ | ------------------ | ---- | ------- | ----------- |
| Goud   | Tiki Gelana        | ETH  | 2:22.08 |             |
| Zilver | Eyerusalem Kuma    | ETH  | 2:24.55 |             |
| Brons  | Lornah Kiplagat    | NED  | 2:25.52 | 1e NK       |
| 4      | Genet Getaneh      | ETH  | 2:25.57 |             |
| 51     | Penina Arusei      | KEN  | 2:28.38 |             |
| 6      | Beata Niagambo     | NAM  | 2:32.12 |             |
| 7      | Natalya Volgina    | RUS  | 2:35.10 |             |
| 8      | Heleen Plaatzer    | NED  | 2:35.23 | 2e NK       |
| 9      | Miriam van Reijen  | NED  | 2:42.05 | 3e NK       |
| 10     | Fride Vullum-Bruer | NOR  | 2:43.33 |             |
| 11     | Renate Wyss        | SUI  | 2:46.34 |             |
| 12     | Shona McIntosh     | GBR  | 2:47.33 |             |
| 13     | Isabelle Piller    | SUI  | 2:49.02 |             |
| 14     | Yumi Hirata        | JPN  | 2:50.17 |             |
| 15     | Fa Adda            | NED  | 2:51.34 | 4e NK       |

1De Russische Nailja Joelamanova finishte oorspronkelijk als vijfde vrouw in 2:26.39, maar werd later gediskwalificeerd wegens dopinggebruik.
1975 ·
1976 ·
1977 ·
1978 ·
1979 ·
1980 ·
1981 ·
1982 ·
1983 ·
1984 ·
1985 ·
1986 ·
1987 ·
1988 ·
1989 ·
1990 ·
1991 ·
1992 ·
1993 ·
1994 ·
1995 ·
1996 ·
1997 ·
1998 ·
1999 ·
2000 ·
2001 ·
2002 ·
2003 ·
2004 ·
2005 ·
2006 ·
2007 ·
2008 ·
2009 ·
2010 ·
2011 ·
2012 ·
2013 ·
2014 ·
2015 ·
2016 ·
2017 ·
2018 ·
2019 ·
2020 ·
2021 ·
2022 ·
2023 ·
2024 ·
2025